# Dagkar (sockenhuvudort i Kina, Qinghai Sheng, lat 32,99, long 100,07)
Dagkar (kinesiska: 达卡, 达卡乡, 多拉昂松多) är en sockenhuvudort i Kina. Den ligger i provinsen Qinghai, i den nordvästra delen av landet, omkring 430 kilometer söder om provinshuvudstaden Xining. Antalet invånare är 2 755. Befolkningen består av 1 299 kvinnor och 1 456 män. Barn under 15 år utgör 23,0 %, vuxna 15-64 år 70 %, och äldre över 65 år 6,0 %.
Runt Dagkar är det mycket glesbefolkat, med 2 invånare per kvadratkilometer. Det finns inga andra samhällen i närheten. Trakten runt Dagkar består i huvudsak av gräsmarker.
Genomsnittlig årsnederbörd är 848 millimeter. Den regnigaste månaden är juni, med i genomsnitt 189 mm nederbörd, och den torraste är december, med 3 mm nederbörd.